# San Vicente (miasto)
San Vicente – miasto w środkowym Salwadorze, położone na wysokości 390 m n.p.m. u północnych podnóży wulkanu San Vicente. Znajduje się w odległości 60 km na wschód od stolicy kraju San Salvadoru. Ludność (2007): 36,7 tys. (miasto), 53,2 tys. (gmina). Ośrodek administracyjny departamentu San Vicente.
Miasto zostało założone w 1635.
W mieście rozwinął się przemysł spożywczy oraz włókienniczy.